# Cyathocalyx sumatranus
Bát đài Sumatra (danh pháp khoa học: Cyathocalyx sumatranus) là loài thực vật có hoa thuộc họ Na. Loài này được Rudolph Herman Scheffer mô tả khoa học đầu tiên năm 1871 (in năm 1872).

## Phân bố
Malaysia bán đảo, Sumatra (Indonesia), Thái Lan và Việt Nam.